# Callicebus purinus
El tití del río Purus (Callicebus purinus) es una especie de primate platirrino endémico en Brasil.